# یابلونوفسکی (آدیغیه)
یابلونوفسکی (روسی: Яблоно́вский) یک شهرک در شهرستان تخته‌موکایسکی استان آدیغیه کشور روسیه است.